# Thomas Hoffmann-Ostenhof

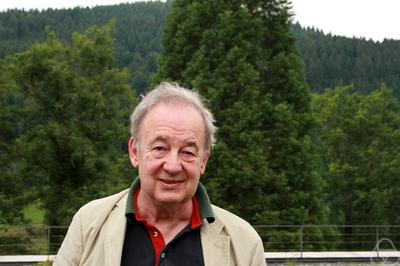
Thomas Hoffmann-Ostenhof

Thomas Hoffmann-Ostenhof (* 4. April 1945 in Wien) ist ein österreichischer theoretischer Chemiker und Mathematiker und Hochschullehrer am Institut für Theoretische Chemie der Universität Wien.
Nach einem Diplomstudium der Chemie an der ETH Zürich promovierte er 1974 bei Oskar Polansky an der Universität Wien zu dem Thema Zur störungstheoretischen Behandlung des Eigenwertproblems, wo er seither tätig ist. Im Jahre 1980 habilitierte er sich mit dem Thema Eigenschaften von atomaren und molekularen Wellenfunktionen. Er ist im Vorstand des Erwin-Schrödinger-Institut für Mathematische Physik.
Er befasst sich unter anderem mit der quantenmechanischen Theorie der Atome und Moleküle, insbesondere der Schrödingergleichung. Gemeinsam mit seiner Frau
Maria Hoffmann-Ostenhof hat er wichtige Resultate über das Verhalten der Wellenfunktion von Atomen bewiesen.
Sein Bruder ist der österreichische Journalist Georg Hoffmann-Ostenhof, sein Vater der Biochemiker Otto Hoffmann-Ostenhof.

## Schriften (Auswahl)
- mit Maria Hoffmann-Ostenhof, Local properties of solutions of Schrödinger equations, Comm. Partial Differential Equations 17 (1992), no. 3-4, 491--522.
- mit Maria Hoffmann-Ostenhof und Nikolai Nadirashvili, The nodal line of the second eigenfunction of the Laplacian in {\displaystyle \mathbb {R} ^{2}} can be closed, Duke Math. J. 90 (1997), no. 3, 631--640.
- mit Bernard Helffer, Maria Hoffmann-Ostenhof, Mark Owen, Nodal sets for groundstates of Schrödinger operators with zero magnetic field in non-simply connected domains, Comm. Math. Phys. 202 (1999), no. 3, 629--649.
- mit Søren Fournais, Maria Hoffmann-Ostenhof, Thomas Østergaard Sørensen, The electron density is smooth away from the nuclei, Comm. Math. Phys. 228 (2002), no. 3, 401--415.

| Personendaten    | Personendaten                                            |
| ---------------- | -------------------------------------------------------- |
| NAME             | Hoffmann-Ostenhof, Thomas                                |
| KURZBESCHREIBUNG | österreichischer theoretischer Chemiker und Mathematiker |
| GEBURTSDATUM     | 4. April 1945                                            |
| GEBURTSORT       | Wien                                                     |